# Halfdan de Zwarte

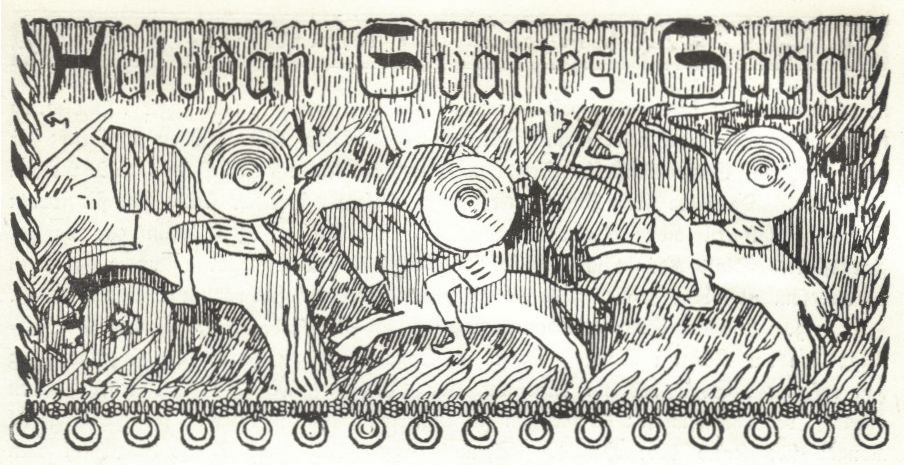
Titelfries van de saga van Halfdan de Zwarte

Halfdan de Zwarte of Halfdan Zwarte Gudrødsson (ca. 810 - ca. 850) was een half legendarische koning in Noorwegen van de Hildingen dynastie. Zijn vader werd kort na zijn geboorte gedood (in sommige versies in opdracht van Halfdans moeder, uit wraak voor de dood van haar vader en broer) en Halfdan werd opgevoed bij de familie van zijn moeder, waar hij vervolgens als jonge man koning werd. Al snel breidde hij zijn gebied uit door oorlog, onderhandeling en erfenis. Hij verdronk toen hij 's winters met een slee met paarden door het ijs van de Randsfjord zakte. Volgens de overlevering gebeurde dit vlak bij een drinkgat voor het vee waar het ijs was verzwakt door de mest van de dieren. Er zijn bronnen die vermelden dat al zijn gewesten de koninklijke begrafenis opeisten en dat uiteindelijk het hoofd in Stein (in Ringerike) is begraven maar dat zijn lichaam in vier stukken is gedeeld die in vier verschillende grafheuvels over heel Noorwegen zijn begraven.
Halfdan was een zoon van Gudrod Halfdansson en Åsa, en was gehuwd met Ragnhild Sigurdsdotter. Ragnhild zou eerst door een berserker van het hof van haar vader zijn geroofd maar Halfdan heeft Ragnhild van hem laten roven en haar tot vrouw genomen. Halfdan en Ragnhild zijn onder meer de ouders van Harald I van Noorwegen.
Halfdan behoorde tot de clan van Hildingen van wie Hildir de stamvader was. Halfdan de Oude was de vader van Hildir. Harald van de Rode Snor, ook een Hilding, was Halfdans grootvader.
- Bibsys: 99023905
- Virtual International Authority File: 296149106164968491145